# 中国非物质文化遗产

中国非物质文化遗产标志

國家級非物質文化遺產由非物质文化遗产保护工作部际联席会议审核名单，上报中华人民共和国国务院批准公布。

## 非物质文化遗产保护工作部际联席会议成员名单
召集人
- 孙家正（文化部部长）

成员
- 周和平（文化部副部长）
- 王春正（国家发革委副主任）
- 章新胜（教育部副部长）
- 周明甫（国家民委副主任）
- 张少春（财政部部长助理）
- 仇保兴（建设部副部长）
- 顾朝曦（国家旅游局副局长）
- 齐晓飞（国家宗教事务局副局长）
- 童明康（国家文物局副局长）

秘书长：
- 周和平（兼）

## 第一批國家級非物質文化遺產名錄
國務院批准文化部確定於2006年5月20日公佈的第一批國家級非物質文化遺產名錄共計518項： 
1. 民間文學（共計31項）
2. 民間音樂（共計72項）
3. 民間舞蹈（共計41項）
4. 傳統戲劇（共計92項）
5. 曲藝（共計46項）
6. 雜技與競技（共計17項）
7. 民間美術（共計51項）
8. 傳統手工技藝（共

## 保护与传承
2005年《国务院办公厅关于加强我国非物质文化遗产保护工作的意见》提出方针原则：
工作指导方针：保护为主、抢救第一、合理利用、传承发展。
工作原则：政府主导、社会参与，明确职责、形成合力;长远规划、分步实施，点面结合、讲求实效。 
2021年中共中央办公厅、国务院办公厅印发《关于进一步加强非物质文化遗产保护工作的意见》提出原则：
工作原则：坚持党对非物质文化遗产保护工作的领导，巩固党委领导、政府负责、部门协同、社会参与的工作格局；坚持马克思主义祖国观、民族观、文化观、历史观，铸牢中华民族共同体意识；坚持以人民为中心，着力解决人民群众普遍关心的突出问题，不断增强人民群众的参与感、获得感、认同感；坚持依法保护，全面落实法定职责；坚持守正创新，尊重非物质文化遗产基本内涵，弘扬其当代价值。

## 外部連結
- 国务院关于公布第二批国家级非物质文化遗产名录的通知 （页面存档备份，存于）
- 国务院关于公布第一批国家级非物质文化遗产名录的通知（页面存档备份，存于）
- 中国非物质文化遗产网（页面存档备份，存于）